# Роберт Міклітц
Роберт Міклітц (нім. Robert Micklitz * 24 лютого 1818, Дойч-Пауловіц, Австрійська Сілезія; † 24 жовтня 1898, Відень) - австрійський оберландфорстмейстер (головний лісничий) і міністерський радник в Імперсько-Королівському міністерстві сільського господарства. Він також став відомим як письменник на лісову тематику.

## Життєпис
Роберт Міклітц народився в сім'ї лісника Франца Йозефа Міклітца (1784-1860) та його дружини Анни Софії Шнірх (1792-1824). У нього був брат, Юліус Міклітц (1821-1885), головний лісничий князя-єпископа, а також письменник на лісову тематику.
Закінчивши гімназію в Троппау, він розпочав свою освіту в різних лісових районах Австрії, Пруссії, а також у Празі, Німесі (Мімоні) та Вартенберзі (Страж под Ральськем). У 1838-1840 роках Міклітц навчався в Маріабруннській Імперсько-Королівській лісовій школі. У наступні роки до 1852 року він працював, серед іншого, діловодом лісової контори, районним мисливцем, головним лісничим і лісничим, а потім був призначений другим викладачем лісового господарства у новоствореній лісовій школі в Моравському Аусзее (Усов). 
У 1855 році він перейшов на посаду директора до заснованої незадовго до того лісової школи в чеському Вайсвассері (Бела під Бездезем) поблизу Мюнченгратца (Мніхово-Градіште). Він працював тут до 1859 року, коли повернувся до Моравського Аусзее як директор і перший вчитель, а в 1869 році разом з усією школою переїхав до Ейленберга (Совінець). У 1872 році йому запропонували посаду Оберландфорстмейстера в ранзі міністерського радника в Міністерстві землеробства, щоб він очолив реорганізацію Австрійської державної лісової адміністрації, яка раніше була підпорядкована Міністерству фінансів. На цій посаді він створив укомплектовані фахівцями лісові та галузеві дирекції як проміжні органи влади, запровадив систему старших лісничих на нижчому рівні та забезпечив покращення економічного та соціального становища працівників державного лісового господарства завдяки кращій підготовці кадрів. Водночас було підвищено їхній ранг в ієрархії державних службовців, а науковців лісового господарства зрівняно в правах з іншими професіями, які також вимагали академічної освіти; крім того, у 1873 році було видано комплексну інструкцію з метою стандартизації лісогосподарських установ у Коронних землях. Він надавав особливого значення лісовідновленню, особливо в карстових регіонах, і з 1878 року надавав працівникам лісового господарства детальні інструкції щодо закладання та догляду за насіннєвими та садивними ділянками, а також щодо природовідновлення в суцільних лісах.
Окрім письменницької діяльності, він також був членом численних експертних комісій, зокрема членом журі Всесвітньої виставки у 1873 році, членом Центральної комісії з регулювання земельного податку у 1875-1880 роках, членом Кворуму з питань залізничних тарифів у 1882 році і того ж року головою Експертного комітету з питань регулювання річок у Відні. В останній рік своєї викладацької кар'єри (1875-1876) Міклітц викладав управління лісовим господарством та лісове господарство у Вищій школі лісової культури у Відні. Міклітц також був президентом Державної екзаменаційної комісії з лісового господарства, комісаром теоретичного державного іспиту в Університеті природних ресурсів і наук про життя та кандидатського іспиту на посаду вчителя для середніх шкіл. Як почесний член різних асоціацій, він був активним до глибокої старості.
Роберт Міклітц був похований 26 жовтня 1898 року на цвинтарі Гітцінг у Відні, група 17, ряд 2. Його племінник Теодор Гуґо Міклітц (1856-1922) та Рудольф Міклітц (* близько 1896; † 21 червня 1946) поховані разом з ним у родинній могилі Його дружина Франциска Швейґер († 1889) та деякі з його дітей пережили його.

## Праці
Окрім власних творів, його літературна діяльність також включала співпрацю з багатьма спеціалізованими журналами, і він редагував різні періодичні видання, такі як Forst- und Jagdkalender für Österreich (до 1870 року), Centralblatt für das gesammte Forstwesen (до 1877 року), який він заснував у 1875 році, та Österreichische Monatsschrift für Forstwesen (1882 рік).

## Визнання
- Овація Міклітцу, який вийшов на пенсію, з боку працівників державного лісового господарства, написані головним лісничим Людвігом Дімітцем[5]:

| Мовою оригіналу Wie wir in allzeit festgeschloss'nem Bunde, Zu Dir gestanden treu so manches Jahr, So eint uns heut' des Abschied's bange Stunde Um Dich noch einmal, der uns Führer war. Du warft es ganz! Auf festem Wissensgrunde Lag, was Du wolltest, Dir von Anfang klar Und was Du je gebeut! - aus Deinem Munde Bot jegliches Geheiß auch Lehre dar. Dein ganzes Wesen, reich an edlen Zügen Es zog uns Alle mild in Deinen Bann. Und so, wie wir im Bild uns hier gegeben, Bleibt unser Herz auch Dein, Du selt'ner Mann, Bleibt unser Stolz, Dir rühmlich nachzustreben. |  | Дослівний переклад Як ми завжди стояли в міцному зв'язку, Ми вірно стояли поруч з вами протягом багатьох років, Тож сьогодні ми об'єдналися в цю тривожну годину розлуки. За тебе, хто був нашим провідником. Ти все кинув! На міцний фундамент знань Те, що ти хотів, було тобі ясно з самого початку І все, що ти коли-небудь дарував! - З твоїх вуст кожне твоє веління також було повчанням. Все твоє єство, багате благородними рисами Всіх нас м'яко притягувало під Твої чари. І так, як ми віддали себе тут в образі, Серця наші теж залишаються твоїми, рідкісний чоловіче, Залишається наша гордість, щоб славно йти за тобою. |

- Кавалерський хрест ордена Леопольда, вручений наприкінці 1884 року як найвища відзнака Його Величності Імператора Франца Йосифа I.
- 16 травня 1908 року [6] відкрито пам‘ятник на площі Ліннеплац, безпосередньо перед головним корпусом Імператорсько-королівського університету природничих ресурсів та прикладних наук про життя. Бронзове погруддя було зняте і переплавлене під час Другої світової війни. 26 вересня 1953 року погруддя, тепер уже кам'яне, змогло знову зайняти своє старе місце, оскільки збереглися гіпсові зліпки художників Йозефа Лангера та Рудольфа Вейра[7].